# Bjelahova
Bjelahova (Servisch cyrillisch Бјелахова) is een plaats in de Servische gemeente Prijepolje. De plaats telt 82 inwoners (2002).